# Bisdom (Rooms-Katholieke Kerk)

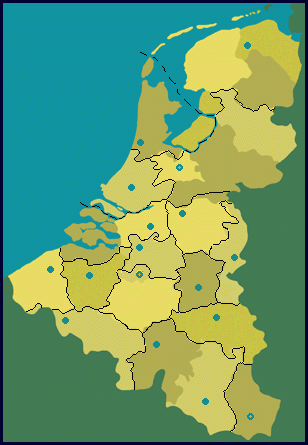
De Belgische, Luxemburgse en Nederlandse Rooms-katholieke kerkprovincies met aartsbisdommen en suffragane bisdommen.

In de Rooms-Katholieke Kerk is een bisdom een kerkrechtelijk afgebakend gebied dat onder het bestuur van een lokale bisschop staat. Rooms-katholieke bisschoppen van andere bisdommen dan bisdom Rome worden benoemd door de paus (de bisschop van Rome).

## Wereldwijd
In augustus 2013 waren er 640 aartsbisdommen (waaronder 9 patriarchaten, 4 grootaartsbisdommen, 550 metropolitane aartsbisdommen en 77 overige aartsbisdommen) en 2.205 bisdommen.

## Rooms-katholieke bisdommen in België
De kerkprovincie Mechelen-Brussel, die geheel België omvat, telt één aartsbisdom, waarvan zeven suffragane bisdommen afhangen. De aartsbisschop van Mechelen-Brussel is tevens metropoliet van België. De traditionele titel is 'Primaat der Nederlanden'. Volgens een vrij recente gewoonte, wordt hij tevens verheven tot kardinaal.
- Aartsbisdom Mechelen-Brussel: Vlaams-Brabant, Waals-Brabant, het Brussels Hoofdstedelijk Gewest en de kantons Mechelen, Duffel, Willebroek en Puurs
  - Bisdom Antwerpen: 1559-1801 en sedert 1961 (Antwerpen zonder de kantons Mechelen, Duffel, Willebroek en Puurs en zonder de gemeenten Zwijndrecht en Burcht)
  - Bisdom Brugge: 1559-1801 en sedert 1834 (West-Vlaanderen)
  - Bisdom Doornik: van de 6e eeuw tot 1564 en sedert 1802 (Henegouwen)
  - Bisdom Gent: sedert 1559 (Oost-Vlaanderen en de gemeenten Zwijndrecht en Burcht)
  - Bisdom Hasselt: sedert 1967 (Limburg (België))
  - Bisdom Luik: sedert de 5e eeuw (Luik)
  - Bisdom Namen: sedert 1559 tot 1801 en sedert 1834 (Namen en Luxemburg)
- Bisdom bij de Belgische krijgsmacht: sedert 1957

## Rooms-katholiek bisdom in Luxemburg
De Kerk in Luxemburg telt slechts één aartsbisdom, en geen suffragane bisdommen. Ze vormt dan ook geen kerkprovincie maar heeft een exempte status. De aartsbisschop van Luxemburg-Stad is dus geen metropoliet van Luxemburg. Gewoonlijk wordt hij niet verheven tot kardinaal.
- Aartsbisdom Luxemburg: sedert 1840 als apostolisch vicariaat, sedert 1870 als bisdom en vanaf 1988 als aartsbisdom van het Groothertogdom Luxemburg.

## Rooms-katholieke bisdommen in Nederland
De kerkprovincie Utrecht, die geheel Europees Nederland omvat, telt één aartsbisdom, waarvan zes suffragane bisdommen afhangen. De aartsbisschop van Utrecht is tevens metropoliet van Nederland. Gewoonlijk wordt hij tevens verheven tot kardinaal. Verder wordt hij gezien als de opvolger van Willibrord.
- Aartsbisdom Utrecht: Utrecht, Gelderland, Overijssel en Oostelijk Flevoland
  - Bisdom Breda: Westelijk Noord-Brabant en Zeeland
  - Bisdom Groningen-Leeuwarden: Groningen, Friesland, Drenthe en de Noordoostpolder
  - Bisdom Haarlem-Amsterdam: Noord-Holland en Zuidelijk Flevoland
  - Bisdom 's-Hertogenbosch: Oostelijk Noord-Brabant en Gelderland onder de Waal
  - Bisdom Roermond: Limburg
  - Bisdom Rotterdam: Zuid-Holland
- Nederlands militair ordinariaat (pastoraat bij de Nederlandse krijgsmacht sinds 1957